# Wireless Application Protocol

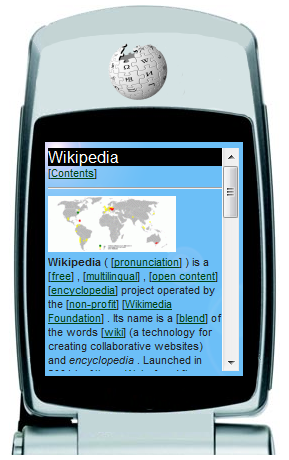
Acessando a página "Wikipedia" da versão inglesa da tecnologia WAP.

WAP (sigla para Wireless Application Protocol; em português, Protocolo para Aplicações sem Fio) é um padrão internacional para aplicações que utilizam comunicações de dados digitais sem fio (Internet móvel), como por exemplo o acesso à Internet a partir de um telefone móvel. WAP foi desenvolvido para prover serviços equicia, sofreu com a pouca atenção dada pela mídia e tem sido muito criticado por suas limitações.

## Aplicações
WAP é um protocolo criado para serviços móveis, tais como PDA e telefones móveis, com o intuito de permitir que eles acessem a portais de Internet. O WAP permite que seus usuários enviem e leiam e-mails, consultem preços, leiam as últimas notícias, entre outros serviços.

## Especificações técnicas
A linguagem primária da especificação do WAP é o WML (Wireless Markup Language, ou Linguagem de Marcação para Comunicações sem Fio) que foi desenvolvida para uso em dispositivos de mão, com funções específicas para telefonia e seguindo os padrões XML.
O grupo oficial de desenvolvimento do WAP era conhecido como WAP Forum, que veio a se tornar a OMA (Open Mobile Alliance), que virtualmente engloba todo o desenvolvimento futuro em serviços de dados sem fio.

### WAP 2.0
A nova versão do WAP, a WAP 2.0, é uma reengenharia do WAP que utiliza XML. Alguns especialistas afirmam que a próxima geração WAP convergirá e será gradativamente substituída por acesso à Web em subconjunto do XHTML, é feito para trabalhar com dispositivos móveis.

### WAP P
WAP Push, disponível desde a versão 1.2 do WAP, vem sendo incorporado à especificação para permitir que o conteúdo WAP possa ser acessado pelo usuário com um número mínimo de operações. WAP Push funciona como uma mensagem de texto curta (SMS) que inclui links para um endereço WAP. Ao receber um WAP Push, o dispositivo de mão oferecerá opções ao usuário em um menu, que facilita o acesso ao conteúdo.

## Situação comercial

### Desvantagens
WAP, na época em que foi desenvolvido, pretendia ser a versão do "WWW" para tecnologias móveis. Entretanto, o que aconteceu foi um distanciamento da Web HTML / HTTP, o que deixou os usuários apenas com o conteúdo nativo WAP e Web-to-WAP. O sistema de tarifação do WAP também é muito criticado, pois nele os usuários têm de pagar pelos minutos de uso, não importando o tráfego de dados. Aconteceu o fato de o WAP ter sido superestimado na época de sua introdução, criando uma expectativa de que atingiria o mesmo desempenho que o WWW. O que se viu, porém, foi um serviço lento, de difícil operação, visualmente pouco atraente e com falhas operacionais. Este conjunto de problemas acabaram rendendo ao WAP piadas quanto ao significado real de sua sigla, tais como Worthless Application Protocol (Protocolo de Aplicações sem Valor) e Wait And Pay (Espere e Pague)
As principais razões que levaram ao fracasso inicial do WAP foram o preço e suas restrições. Mesmo com o seu barateamento com a introdução do GPRS (também mais tarde o CDMA2000) e com o enriquecimento de conteúdo graças à abertura à Internet por parte das operadoras de telefonia móvel, o WAP nunca teve sucesso.

### Vantagens
Apesar de tudo, o WAP tem atingido um grande sucesso no Japão. Enquanto a maior operadora móvel local, a NTT DoCoMo, claramente deixou de lado o WAP para adotar seu próprio sistema i-mode, as operadoras concorrentes KDDI, (au) e Vodafone Japan vêm obtendo sucesso com o WAP. Em particular, serviços como o Sha-Mail da J-Phone e o Java (JSCL), assim como ChakuUta/ChakuMovie (ringtone song/ringtone movie) da au, são baseados em WAP.
Os telefones celulares mais novos já possuem navegadores WAP internos com suporte para HTML, que permitem até mesmo transferência remota (download) de figuras estipuladas no código-fonte de uma página de Internet. Ainda mais recentemente, surgiu o Opera Mini, um navegador WEB/WAP muito mais completo e com ótimo suporte.